# Korczak (film)
Korczak – polsko-niemiecko-brytyjski film biograficzny z 1990 roku w reżyserii Andrzeja Wajdy, nakręcony na podstawie scenariusza Agnieszki Holland. Opowieść o Januszu Korczaku, polskim lekarzu i pedagogu żydowskiego pochodzenia, koncentrująca się na ostatnich latach z jego życia (1936–1942), w której tytułową rolę zagrał Wojciech Pszoniak.
Korczak jest drugą, po filmie Jest pan wolny, doktorze Korczak (1974) Aleksandra Forda, fabularną biografią pedagoga. Ekranizację jego losów Wajda planował już od 1982, a wkrótce potem Holland ukończyła sporych rozmiarów scenariusz. Ze względu na miażdżącą, umotywowaną politycznie kolaudację, film można było skierować do produkcji dopiero w 1989, dzięki staraniom producentki Reginy Ziegler.
Korczak, początkowo ciepło przyjęty na 43. MFF w Cannes, w wyniku nagonki przypuszczonej przez Claude’a Lanzmanna i Danièle Heymann na łamach pisma „Le Monde” napotkał poważne problemy z dystrybucją. W Polsce zebrał mieszane recenzje krytyków i okazał się komercyjną porażką; w kraju i za granicą Wajda spotykał się z zarzutami apoteozy Korczaka i odczytania jego postaci w kluczu chrześcijańskim. Dopiero późniejsze analizy filmowe wykazały, że portret Korczaka w filmie Wajdy jest bardziej zniuansowany i łączy w sobie elementy zarówno teologii chrześcijańskiej, jak i judaistycznej.

## Fabuła

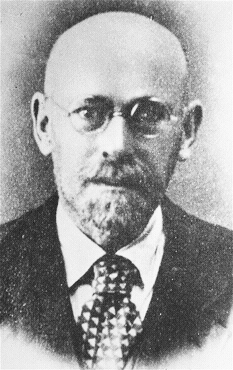
Janusz Korczak, tytułowy bohater filmu

Akcja Korczaka zaczyna się w 1936, gdy Polskie Radio zawiesza audycję prowadzoną przez Janusza Korczaka. Młodzi Żydzi z Domu Sierot opowiadają swemu dawnemu opiekunowi, że nie mogą się bronić przed antysemityzmem w Polsce i są pozbawieni szacunku ze strony Polaków. On sam wdaje się w kłótnię z zatrudnioną polską praczką, która odmawia „prania żydowskich gówien”. Tymczasem jeden z pensjonariuszy Domu Sierot, Józek, jest zauroczony polską dziewczynką Ewą, jednak związek ten jest skazany na porażkę.
We wrześniu 1939, wkrótce po hitlerowskiej agresji na Polskę, Korczak zakłada polski mundur, mimo namów ze strony wychowanka Heńka, by tego nie robił. Gdy powstaje getto warszawskie, do którego zostaje przeniesiony sierociniec, Korczak żąda od lokalnej komórki Gestapo zwrotu skradzionego wozu z kartoflami dla Domu Sierot. Zostaje aresztowany i osadzony w jednej celi z dyrektorem Polskiego Radia, który z zażenowaniem przeprasza Korczaka za zawieszenie audycji sprzed lat. Korczak wychodzi z Pawiaka dzięki wstawiennictwu niemieckiego lekarza, który znał jego artykuły. Idąc do nowej siedziby sierocińca, pedagog z oburzeniem dostrzega żydowskiego policjanta bijącego dziecko.
Korczak jednoznacznie odrzuca propozycje Maryny Falskiej i Stefanii Wilczyńskiej, by go przenieść na stronę aryjską. Jednocześnie stara się, by jego wychowankowie nie byli zaaferowani wojną; prowadzi normalnie zajęcia i bawi się z nimi. Zajmuje się też aprowizacją, żebrząc o żywność w getcie. Spotyka Szlomę, zawszonego chłopca opiekującego się umierającą matką, po czym zabiera go do siebie i oddaje pod opiekę Józka. Sam zaś sprzecza się z warszawskim Judenratem, protestując przeciwko warunkom, w jakim mieszkają dzieci i błagając o udzielenie im potrzebnej pomocy.
Pewnego dnia Korczak staje się naocznym świadkiem egzekucji tramwajarza wyrzucającego z tramwaju chleb podczas przejazdu przez getto. Zostaje zauważony przez Niemców, lecz ratuje go dawny wychowanek Icek Szulc, zajmujący się teraz szmuglem. Icek organizuje wśród szmuglerów zbiórkę pieniędzy dla Korczaka. Pedagoga spotykają bojownicy Bundu, wśród których znajduje się dawny wychowanek Korczaka, oskarżający nauczyciela o wychowywanie „mięczaków”. Gdy do getta docierają informacje o mordach na wywiezionych z niego Żydach, Korczak mimo wszystko odmawia zamknięcia sierocińca. Powtórnie odrzuca propozycję Falskiej.
Gdy Niemcy likwidują sierociniec, przewodniczący Judenratu, Adam Czerniaków popełnia samobójstwo, natomiast Korczak i jego wychowankowie idą spokojnie ulicami pogrążonego w chaosie getta. Nieobecni w tym czasie w Domu Sierot Józek i Szloma informują Falską o wywózce dzieci. Tymczasem Korczak wraz z dziećmi wsiada do wagonów. Pociąg wyrusza z Umschlagplatzu do obozu zagłady w Treblince. W ostatniej wizyjnej scenie filmu wagon z Korczakiem i jego dziećmi odłącza się od składu. Dzieci wybiegają z niego wraz z Korczakiem, po czym wszyscy znikają we mgle.

## Obsada
Źródło: Filmpolski.pl
- Wojciech Pszoniak – Janusz Korczak
- Ewa Dałkowska – Stefa Wilczyńska
- Teresa Budzisz-Krzyżanowska – Maryna Falska
- Marzena Trybała – Esterka
- Piotr Kozłowski – Heniek
- Zbigniew Zamachowski – Szulc
- Jan Peszek – Bauer
- Aleksander Bardini – Adam Czerniaków
- Krystyna Zachwatowicz – matka Szlomy
- Stanisława Celińska – sklepowa
- Agnieszka Krukówna – Ewa
- Andrzej Kopiczyński – dyrektor w Polskim Radio
- Anna Mucha – Sabinka
- Aleksander Trąbczyński – gestapowiec kierujący kręceniem filmu w Getcie
- Alicja Migulanka – praczka na letnisku
- Grzegorz Pawłowski – asystent Korczaka na Uniwersytecie
- Zbigniew Suszyński – student rozmawiający z Korczakiem we wrześniu 1939
- Olaf Lubaszenko – zastrzelony tramwajarz
- Janusz Bukowski – polski lekarz w więzieniu
- Wojciech Klata – Szloma, podopieczny Korczaka
- Michał Staszczak – Józek, wychowanek Korczaka
- Adam Siemion – Abramek, wychowanek Korczaka
- Włodzimierz Press
- Stanisław Brudny
- Jacek Domański
- Tadeusz Hanusek
- Zygmunt Kęstowicz

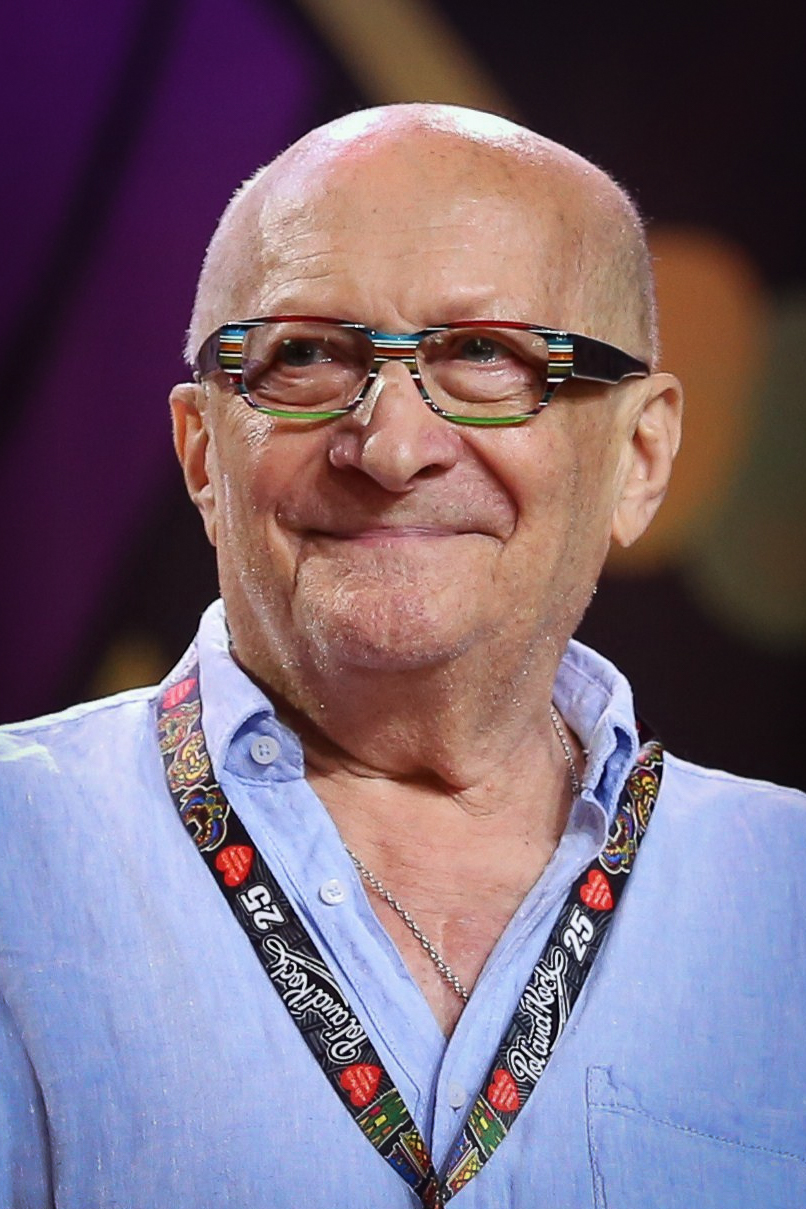
Wojciech Pszoniak
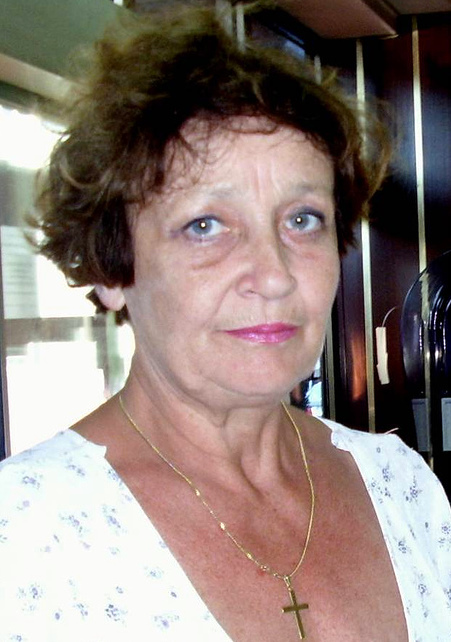
Ewa Dałkowska
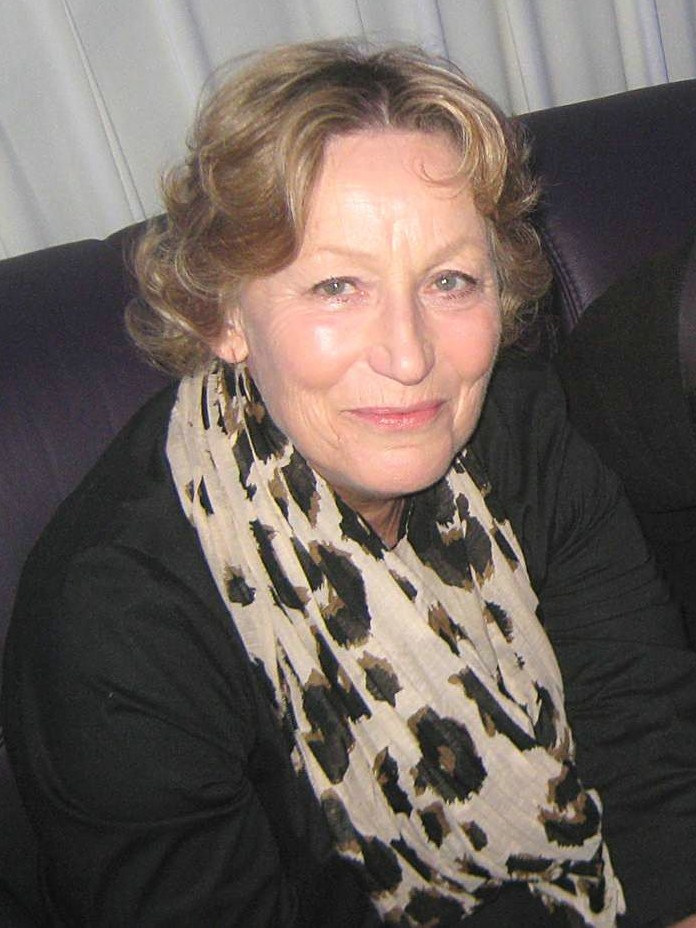
Teresa Budzisz-Krzyżanowska
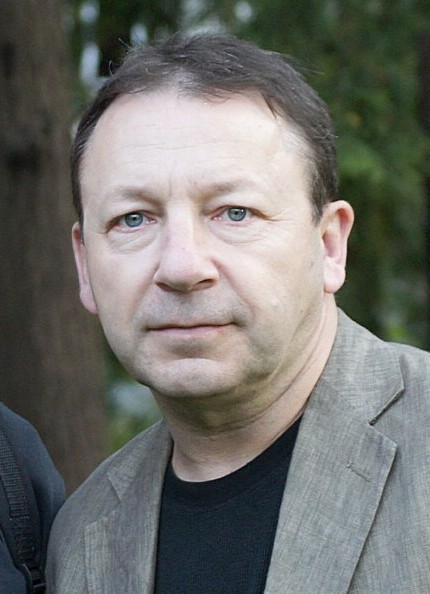
Zbigniew Zamachowski
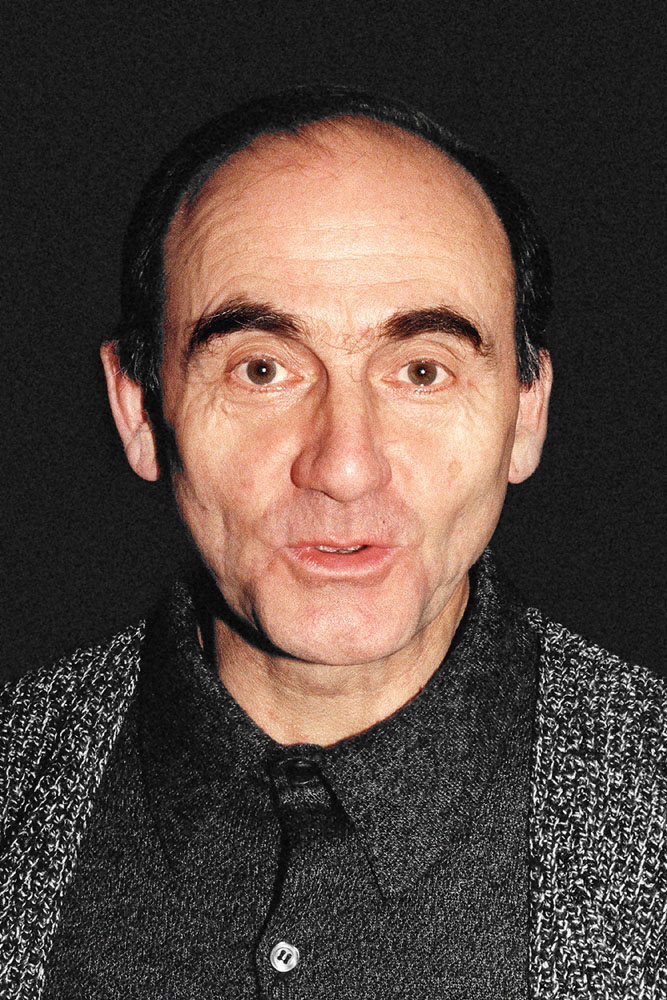
Jan Peszek
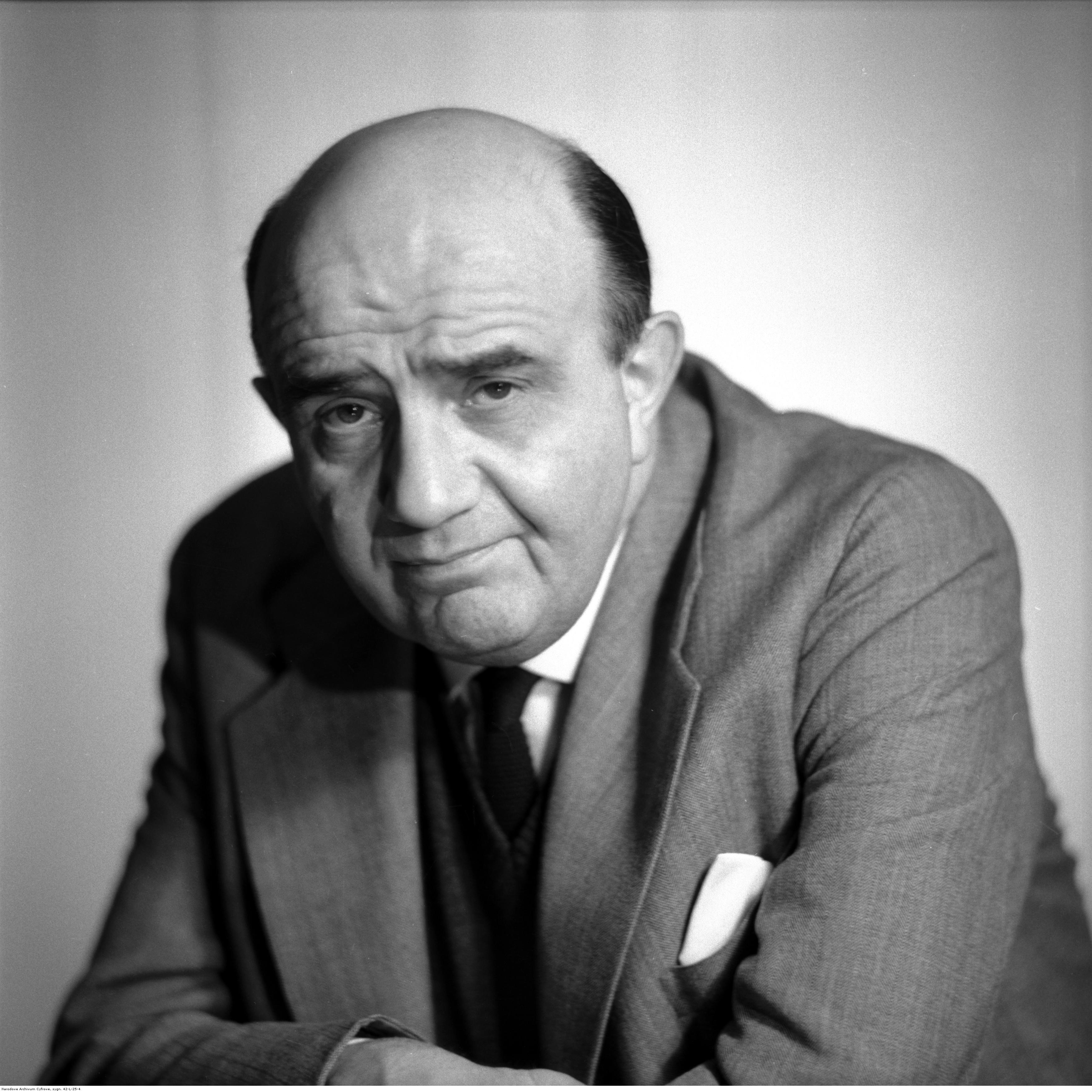
Aleksander Bardini

## Produkcja

### Przygotowania

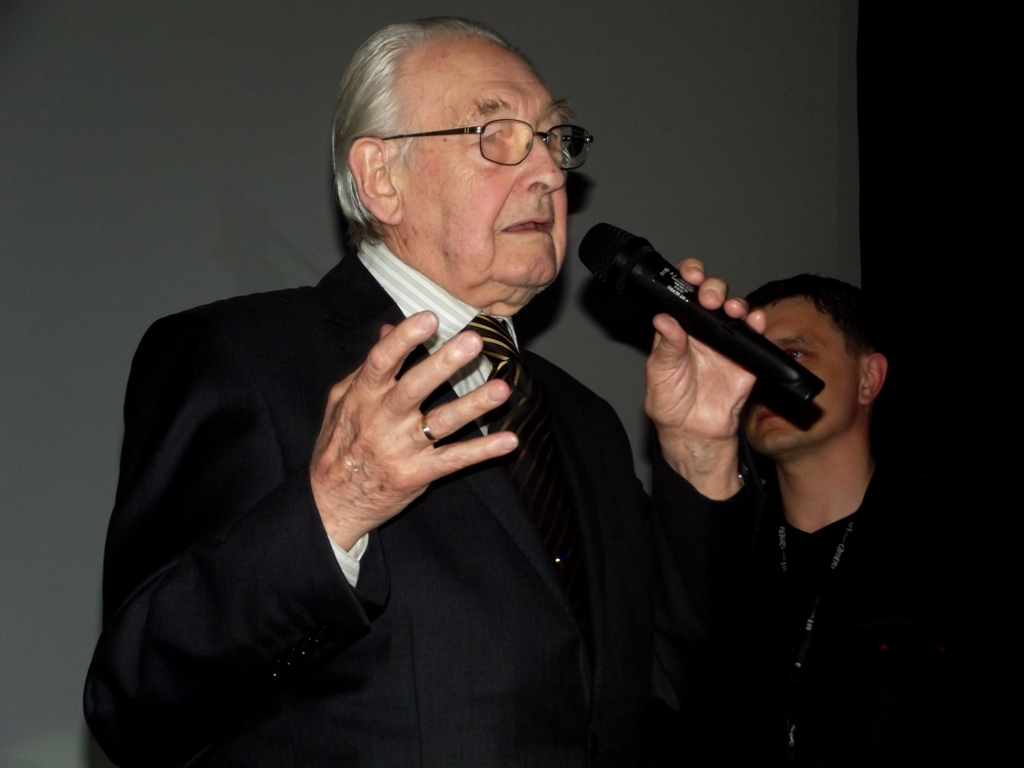
Andrzej Wajda (2012), reżyser filmu

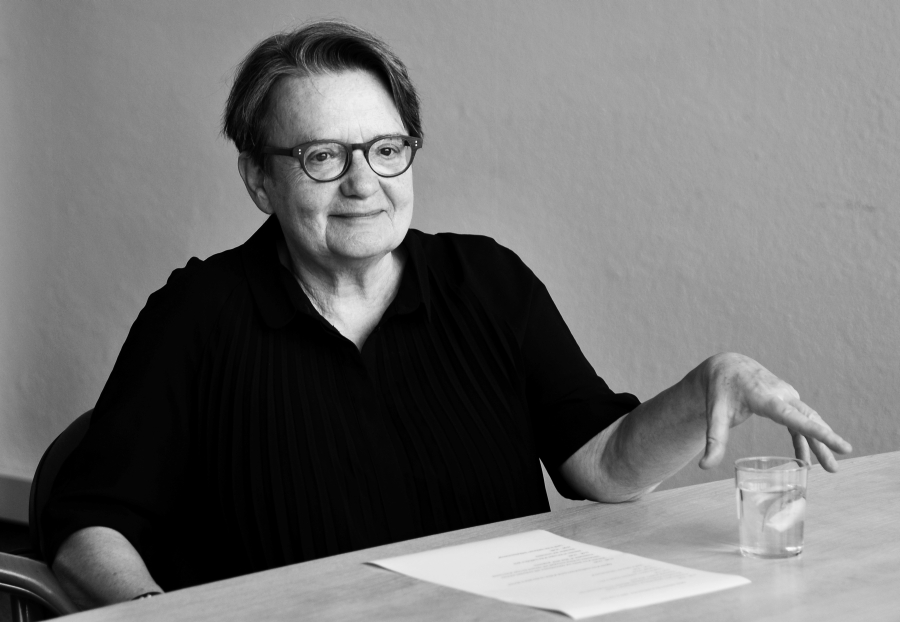
Agnieszka Holland (2014), scenarzystka filmu

Pierwszą fabularną filmową biografię Janusza Korczaka nakręcił jeszcze Aleksander Ford w 1974 pod nazwą Jest pan wolny, doktorze Korczak. Był to jednak film zupełnie nieudany. Jak pisała Joanna Preizner, „w pamięci pozostawał Korczak, który potykając się wołał «Herr Jesus», żołnierze niemieccy tańczący przy dźwiękach instrumentów elektronicznych z lat siedemdziesiątych, opaska z Gwiazdą Dawida noszona przez Doktora raz na prawym, raz na lewym ramieniu (w rzeczywistości programowo nie nosił jej w ogóle)”. Po kilku latach od klęski filmu Forda biografią pedagoga zainteresował się Andrzej Wajda.
Andrzej Wajda rozważał realizację filmu o Korczaku od 1982, gdy amerykański producent Larry Bachman zaproponował mu scenariusz Johna Brileya. Rola Korczaka pierwotnie przeznaczona była dla Richarda Dreyfussa, a scenariusz Brileya obejmował całość biografii bohatera. Jednakże Wajda od początku planował, iż rolę pedagoga zagra Wojciech Pszoniak, toteż negocjacje z Amerykanami stanęły w miejscu. 

### Scenariusz i realizacja
W 1982 w kierowanym przez Wajdę Zespole Filmowym „X” Agnieszka Holland złożyła własny scenariusz proponowanego filmu o Korczaku. Projekt Holland obejmował okres od drugiej połowy lat 30. XX wieku, kiedy Korczak był już znanym pedagogiem, aż do sekwencji marszu Domu Sierot na warszawski Umschlagplatz. Holland ekstensywnie cytowała prawdziwe wypowiedzi Korczaka, zapisane w jego Pamiętniku, a sceny fikcyjne ograniczała do minimum.
W 1983 odbyła się pierwsza, miażdżąca dla Holland kolaudacja pierwszej wersji jej scenariusza. Wśród osób oceniających scenariusz byli Czesław Pilichowski (przed wojną antysemita i zwolennik Narodowej Demokracji, później nawrócony komunista) oraz Alicja Szlązakowa; oboje autorów recenzji negowało przedwojenny antysemityzm i usiłowało zdyskredytować Holland. Większe zrozumienie dla scenariusza Holland okazywał Jerzy Bossak, który dzielił się ze scenarzystką szeregiem uwag merytorycznych.
Realizacja filmu w koprodukcji, ze względu na miażdżącą kolaudację, musiała zostać odłożona do momentu transformacji ustrojowej w 1989. Wówczas zachodnioniemiecka producentka Regina Ziegler odkupiła od Bachmana prawa do realizacji scenariusza Holland, a Wajda – któremu scenariusz Holland był bliski – mógł rozpocząć zdjęcia. Scenografię do filmu stworzył Allan Starski, natomiast muzykę opracował Wojciech Kilar. Zdjęcia do filmu wykonał Robby Müller. Film kręcono w Warszawie (ul. Mała i Stalowa) oraz w Łodzi (ul. Włókiennicza i Łagiewnicka), pomiędzy 20 września a 21 grudnia 1989.

### Rozpowszechnianie
Premiera Korczaka odbyła się 6 maja 1990 na 43. MFF w Cannes, w ramach pokazów pozakonkursowych. Publiczność przyjęła wówczas film oklaskami na stojąco, trwającymi 20 minut.

### Rekonstrukcja cyfrowa
W 2016 roku film w Polsce został poddany cyfrowej rekonstrukcji przez warszawskie studio rekonstrukcyjne Fixafilm. W 2020 roku nakładem wydawnictwa Filmostrada odnowiona wersja ukazała się na płytach DVD i Blu-ray (w ramach serii Klasyka Polskiego Kina), w oryginalnych proporcjach 1.67:1, z udźwiękowieniem Dolby Digital 2.0.

## Odbiór

### Frekwencja kinowa
Korczak, ze względu na kontrowersje towarzyszące jego premierze, nie wszedł do szerszej dystrybucji i nawet w Polsce pozostał niezauważony przez lokalną widownię. Po wprowadzeniu do kin w październiku 1990 obejrzało go zaledwie 8 tysięcy widzów.

### Recenzje

#### Zarzuty francuskich krytyków

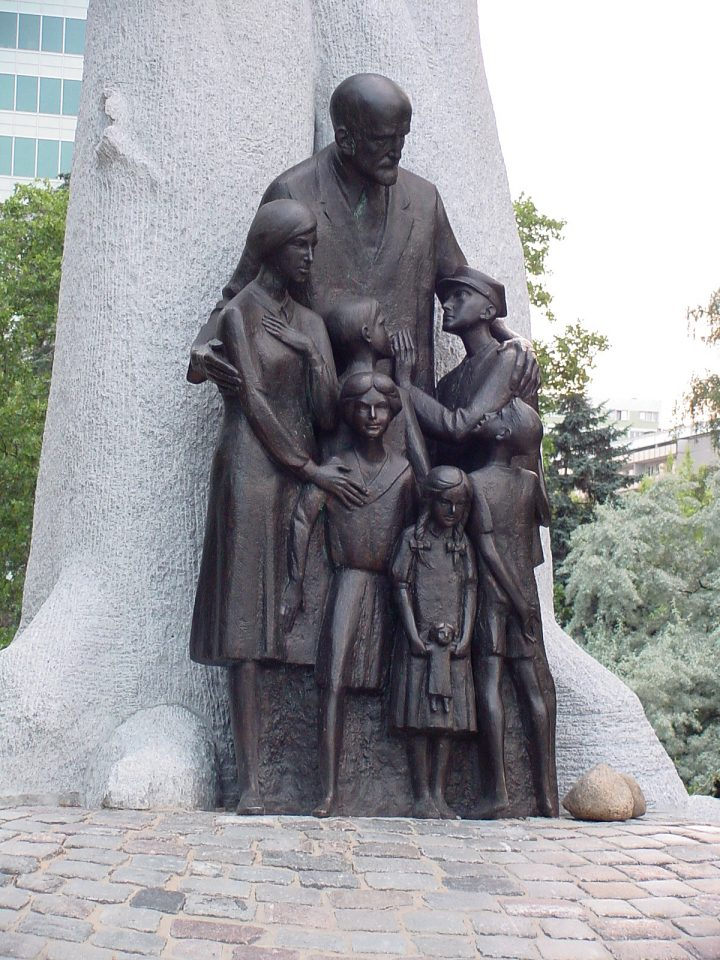
Pomnik Janusza Korczaka w Parku Świętokrzyskim w Warszawie

Korczak został dobrze przyjęty między innymi w Niemczech i w Izraelu, ale jego pokaz wzbudził wiele kontrowersji we Francji. Ostatnia scena, w której Korczak wysiada z wagonu wraz z wychowankami i rozpływa się we mgle, została odebrana po pokazie na Festiwalu Filmowym w Cannes jako próba zatuszowania „polskiego antysemityzmu”. Zamieszczona w dzienniku „Le Monde” recenzja Danièle Heymann atakowała Wajdę za chrystianizację głównego bohatera i pokazanie Polaków tylko w dobrym świetle. Inny krytyk, Claude Lanzmann, reżyser filmu Shoah (1985), w wywiadzie prasowym krytykował Wajdę za rozmyślne pominięcie „pasywności Polaków”. Lanzmann bronił przy tym ortodoksyjnie własnego sposobu przedstawiania Zagłady Żydów, oskarżając zarówno Wajdę, jak i Holland o antysemityzm. Szczególne oburzenie wywołała ostatnia scena rozpłynięcia się Korczaka i jego wychowanków we mgle; Heymann nazwała ją „odrażającym marzeniem sennym na pograniczu rewizjonizmu”, pomawiając Wajdę o negację Zagłady Żydów, mimo że zaraz po tej scenie wyświetlał się napis opisujący śmierć Korczaka i jego uczniów w Treblince.
Atak przypuszczony na Wajdę i Holland przez Lanzmanna i Heymann spotkał się z krytyką ze strony wielu francuskich publicystów: Alaina Finkielkrauta, Simone Veil, Daniela Lindenberga, Françoise Castro, Gérarda Izraela, Elisabeth de Fontenay, Élisabeth Badinter, Claude-Marie Tremois. Finkielkraut w „Téléramie” bronił prawa nieżydowskich twórców do wypowiadania się w kwestii Zagłady Żydów. Finkielkraut twierdził, iż film Wajdy „poświęcony jest konkretnemu człowiekowi – Korczakowi, który – ku irytacji obu stron – uosabiał w sobie zarówno polski, jak i żydowski los”, a sam pedagog „uważał siebie w równym stopniu za Polaka, co Żyda”. Tzvetan Todorov również był oburzony atakiem na Korczaka i jego twórców:
Czy ci krytycy mogli tak dokładnie zapomnieć o historii? Czy nie wiedzą, że Polska była krajem pod okupacją niemiecką, a nawet zupełnie nieistniejącym, bez własnego rządu? Że getta zostały utworzone przez Niemców, a nie przez Polaków? Że dekretem z 15 października 1941 roku każda pomoc udzielona Żydom, którzy próbowali się ukryć, była w Polsce – i tylko w Polsce – karana śmiercią?

#### Komentarze autorów filmu
Listy protestacyjne do „Le Monde” wystosowali również Marek Edelman, Alina Margolis-Edelman i Agnieszka Holland. W odpowiedzi na zarzuty Lanzmanna wobec Korczaka Holland odpowiedziała gniewnie, że „Lanzmann [...] zrobił Szoah i uważa, że jest właścicielem Szoah”. Samą wściekłość publicystów „Le Monde” komentowała z kolei następująco:
Problemem we Francji jest to straszne zaprzeczanie po wojnie poczuciu winy, jakie Francuzi odczuwali w czasie wojny jako naród kolaborancki, zorganizowane państwo francuskie wysyłające Żydów do obozów koncentracyjnych za pośrednictwem policji francuskiej i żandarmów. To straszne doświadczenie. Owo zaprzeczenie narasta w wyjątkowo irracjonalny sposób. Żydzi francuscy również odrzucają film dlatego, że czują się bardzo związani z Francją [...]. Tamtejsi Żydzi chcą zapomnieć o tym, co się tam wydarzyło w czasie II wojny światowej, nie chcą się emocjonalnie przyznać, choć przyznają to racjonalnie, do faktów historycznych. Przekazali w jakiś sposób swą agresję i frustrację Polakom, którzy mają swój własny katalog win. Ale polski antysemityzm nie jest problemem Francuzów, tylko Polaków i Żydów.
Wajda z rozgoryczeniem również stwierdził: „Oficjalny pokaz podczas festiwalu w Cannes w 1990 roku, a następnie owacja na stojąco w Pałacu Festiwalowym, były niestety ostatnim sukcesem doktora Korczaka. Następnego dnia rano recenzja w «Le Monde» zrobiła ze mnie antysemitę, a żaden z głównych dystrybutorów filmowych nie zgodził się na rozpowszechnianie filmu poza granicami Polski”. W wywiadzie dla „The New York Timesa” tłumaczył się z zakończenia w następujący sposób: „Nie ma nic prostszego niż pokazać śmierć dzieci w komorze gazowej. To byłaby bardzo poruszająca scena, wszyscy zalewaliby się łzami. Ale czy my mamy prawo, czy sztuka ma prawo to pokazać?”.

#### Odbiór w pozostałych krajach
Negatywny odbiór Korczaka we Francji przyczynił się również do jego niepomyślnej recepcji w Polsce, Wielkiej Brytanii i Stanach Zjednoczonych. Brytyjski „The Economist” oskarżał Wajdę, iż Korczak „w najgorszym wypadku sugeruje, że najkrótsza droga do raju wiedzie przez nazistowskie komory gazowe; w najlepszym, że pan Wajda był nie tyle antysemitą, ile człowiekiem zbyt ckliwym, by zmierzyć się z ostateczną grozą”. Recenzent „The New York Timesa” Vincent Canby uznał, że filmowy Korczak „wygląda jak autoryzowana biografia”. Zdaniem Jonathana Rosenbauma z „Chicago Readera”, mimo kompetentnej ekipy filmowej „problemy z niesentymentalnym potraktowaniem polskiego bohatera narodowego nie zawsze są rozwiązane, a film został ze zrozumiałych względów skrytykowany także za granicą”. Terri Ginsberg zarzucała filmowi chrystianizację Zagłady, ironicznie stwierdzając: „Korczakowi Wajdy dane jest wiele neoplatonicznych cech chrześcijańskiego gnostycyzmu z II wieku – dobroczynna pokora, duchowa wstrzemięźliwość, abstynencja seksualna i duszpasterska wspólnotowość”. Anna Sobolewska także ironizowała, iż „biografia wybitnego pedagoga niezauważalnie zamienia się w biografię świętego”. Filmu bronił natomiast Michał Głowiński, popierając Wajdę za „film niezwykły i ważny, pod którego adresem jacyś fanatycy kierowali trudne do pojęcia pretensje”. Część polskich krytyków kwitowała zarzuty wobec Korczaka jako przejaw antypolonizmu.
W obronę Wajdę wzięła także amerykańska biografka Korczaka, Betty Jean Lifton. Zarzuciła ona krytykom filmu, że wyrządzają Wajdzie „niedźwiedzią przysługę”. Lifton przypomniała, że rzeczywiście „po wojnie krążyły pogłoski, że wagon bydlęcy wiozący podopiecznych sierocińca cudownie się odłączył. Mieszkańcy wsi w całej Polsce donosili, że widzą «starego doktora» z dziećmi. Być może, podobnie jak pan Wajda, chcieli wierzyć, że takich ludzi jak Korczak nie da się zniszczyć”. Zdaniem Julie Salamon z „The Wall Street Journal” reżyser filmu „udowodnił, że święci nie muszą być nudziarzami”. Recenzent „Los Angeles Timesa” Kevin Thomas rozpisywał się o Korczaku jako „najnowszym triumfie” Wajdy. Tamar Vital z izraelskiego czasopisma „The Jerusalem Post” próbowała podsumować dyskusję wokół Korczaka, twierdząc, że spór wokół dzieła Wajdy i Holland:
nie ma żadnego znaczenia dla wartości filmu, dla umiejętności zawodowych jego twórcy ani dla znaczenia tego przedsięwzięcia, które oznacza wyzwolenie polskiego kina z długiego okresu, w którym tematyka żydowska była praktycznie zakazana. Choć jest to opowieść o Holokauście – epizodzie historycznym, który jest wyłącznie żydowski – film ten jest w dużej mierze hołdem złożonym Polakowi przez Polaka. Nie umniejsza to jednak rzadkiej odwagi i męstwa samego bohatera: Janusza Korczaka.

### Analizy i interpretacje
Filmoznawczyni Janina Falkowska, oceniając film po latach, zaznaczyła kilka błędów, które oddziałały na odbiór Korczaka. Po pierwsze, w filmie Wajdy i Holland „mityczny lekarz jest przejaskrawiony, sztampowy i postawiony na piedestale bez żadnego odprężającego dystansu”. Po drugie, „film zdaje się dokonywać apoteozy ofiarnych i biernych Żydów, którzy jednak są przedstawieni w sposób sentymentalny i monotonny”. Na koniec zaś Falkowska stwierdziła, że Wajda w Korczaku posługuje się „demagogiczną estetyką” i wymusza specyficzne odczytanie losów głównego bohatera.
Tadeusz Lubelski w swej analizie Korczaka zwrócił natomiast uwagę, że zarzuty dotyczące chrystianizacji bohatera filmu przez Wajdę są bezpodstawne. Lubelski przyznał, że w filmie pojawiają się motywy religijne i mistyczne: „stylizacja tytułowego bohatera na postać Franciszka z Asyżu […] czy pojawienie się aureoli nad głową zasypiającego Szlomy”. Lubelski przypomniał jednak, że motywy te równoważą chwile słabości Korczaka, np. ataki złości czy picie alkoholu. Problematyczny odbiór końcowej sceny filmu, na co zwrócił uwagę Lubelski, wynikał z usunięcia przez Wajdę końcówki z pierwotnego scenariusza, gdzie rozpłynięcie się Korczaka i jego wychowanków we mgle było jedynie „wyobrażeniem legendy”. W scenariuszu Holland ową scenę poprzedzała rozmowa Szlomy z Igorem Newerlym w obozie koncentracyjnym, którą przerywał chłop z sąsiedniej pryczy:
Mówicie o Korczaku? To nieprawda, że on nie żyje! Ja nie widziałem, ale mój sąsiad widział... Korczak z dziećmi był w ostatnim wagonie... I za Białą Podlaską ten wagon nagle się odczepił.
Lubelski wnioskował, że gdyby dołączono tę poprzedzającą scenę, „wielu nieporozumień udałoby się może uniknąć”.
Z zarzutami chrystianizacji Korczaka przez Wajdę nie zgodziła się też Joanna Preizner. Ostatnie sceny filmu, w których Korczak decyduje się na postawę męczeńską, zdaniem Preizner są raczej przykładem teologii judaistycznej:
Żydzi całkowicie odrzucają koncepcję przyjmowania cierpienia dla samego cierpienia, traktują takie męczeństwo jako niepotrzebną demonstrację, wręcz bluźnierczą i pyszną, niechętnie widzianą przez Boga. Do przyjęcia jest jednak podjęcie dobrowolnej decyzji o śmierci pod warunkiem, że jest ona jakąś formą uczestnictwa w życiu społecznym, że podtrzymuje istniejące w społeczeństwie więzi.
Taką też teologią judaistyczną podąża filmowy Korczak, decydując się na podtrzymanie więzi ze swoimi podopiecznymi w trakcie marszu na Umschlagplatz. Co więcej, filmowy Korczak w interpretacji Pszoniaka nieustannie prowadzi działalność naukową oraz nieustannie zapisuje notatki, co świadczy o jego zdolnościach intelektualnych bliższych kulturze żydowskiej. W optyce Preizner: „Judaizm uczy bezustannego stawiania pytań, zmusza do poszukiwań, do roztrząsania drobnych nawet zagadnień. Nie zadowala się łatwymi odpowiedziami, nie tworzy katechizmu, w którym na standardowe pytania padają standardowe formułki odpowiedzi, nie pozwala zatrzymać się w poszukiwaniach”. W konsekwencji wizerunek Korczaka w filmie Wajdy łączy w sobie „judeochrześcijańską miłość bliźniego, respekt dla mądrości Talmudu, bardzo silną w judaizmie tradycję szacunku dla dziecka oraz system etyczny wspólny obu religiom”.
Michael Atkinson z czasopisma „Sight & Sound” w retrospektywnej recenzji Korczaka odpierał zarzuty dotyczące naiwności filmu. Zdaniem Atkinsona „film o najbardziej niezłomnym i bohaterskim Polaku lat II wojny światowej pozostawia po sobie druzgocące poczucie beznadziei, obserwowania, jak zło z łatwością zwycięża, choćby tylko na chwilę, w skali kosmicznej”.

### Nagrody filmowe
| Rok  | Festiwal/instytucja       | Nagroda                                                                          | Odbiorca                        |
| ---- | ------------------------- | -------------------------------------------------------------------------------- | ------------------------------- |
| 1990 | Festiwal Filmowy w Cannes | Specjalne Uznanie Jury                                                           | Andrzej Wajda                   |
| 1991 | Komitet Kinematografii    | Nagroda Szefa Kinematografii za twórczość filmową w dziedzinie filmu fabularnego | Andrzej Wajda Wojciech Pszoniak |
| 1991 | Niemiecka Nagroda Filmowa | Najlepsze zdjęcia                                                                | Robby Müller                    |